# Newberry (Karolina Południowa)
Newberry – miasto w Stanach Zjednoczonych, w stanie Karolina Południowa, w hrabstwie Jackson.